# Santuario galo-romano de Sanxay
El santuario galo-romano de Sanxay es un yacimiento arqueológico correspondiente a un vicus o asentamiento galo-romano situado en el valle del río Vonne, junto al pueblo de Sanxay (Francia). Es uno de los conjuntos monumentales galo-romanos mejor conservados.

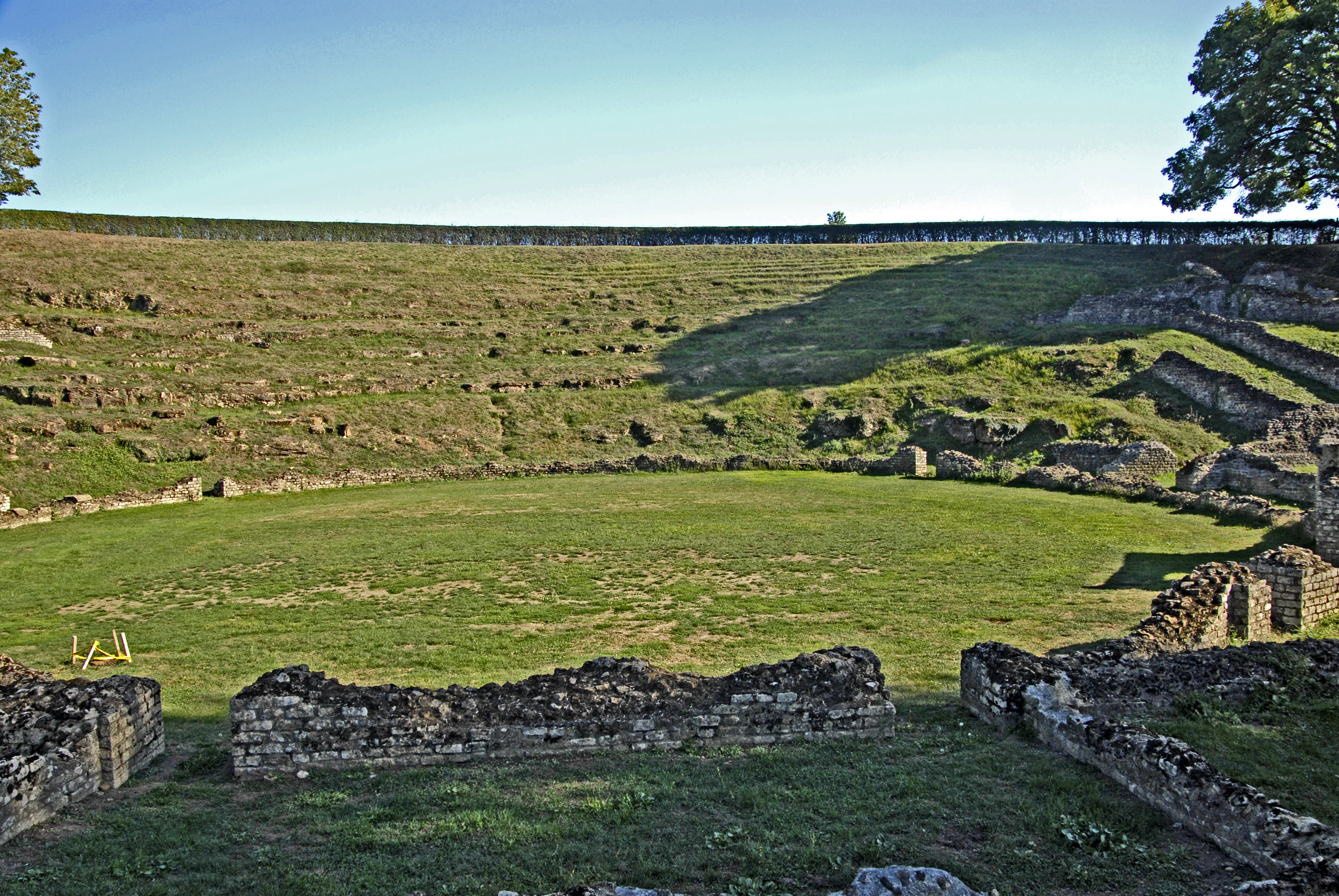
Anfiteatro de Sanxay.

Descubierto en 1881 y excavado por primera vez por el reverendo Père de la Croix, el santuario de Sanxay data del siglo I al IV d. C. Fue un centro de peregrinaje y de termalismo. Estaba dedicado a los dioses Mercurio y Apolo. 

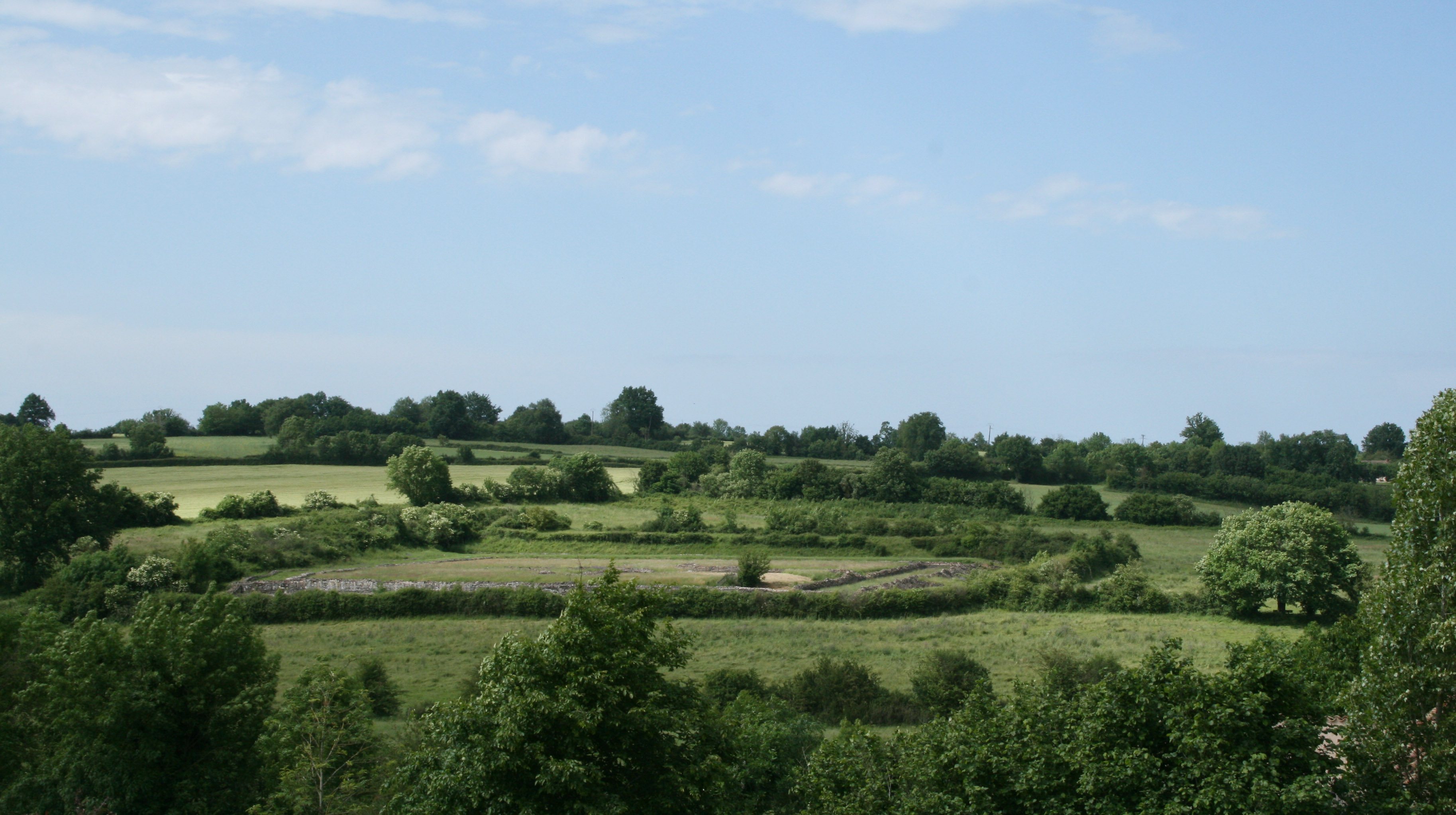
Templo.

El yacimiento comprende una extensión de 20 hectáreas y está repartido entre las dos orillas del río Vonne. En la orilla derecha se levantan las ruinas de un anfiteatro cuyo graderío se apoya en la pendiente de una colina. Se estima que tenía capacidad para unos 6500 espectadores. En la orilla izquierda se encuentran los restos de unas termas con una superficie de 110 x 60 m y unos muros de 3 a 4 m de altura. Fueron construidas en el siglo II y permanecieron en uso a lo largo de los siglos III y IV. Al oeste de las termas se hallan los vestigios de un gran templo del siglo II. Tiene una base octogonal de 9 m de diámetro y está rodeado por un deambulatorio (espacio en torno al sanctasanctórum de un templo, por el que pueden transitar los fieles) en forma de cruz griega. 

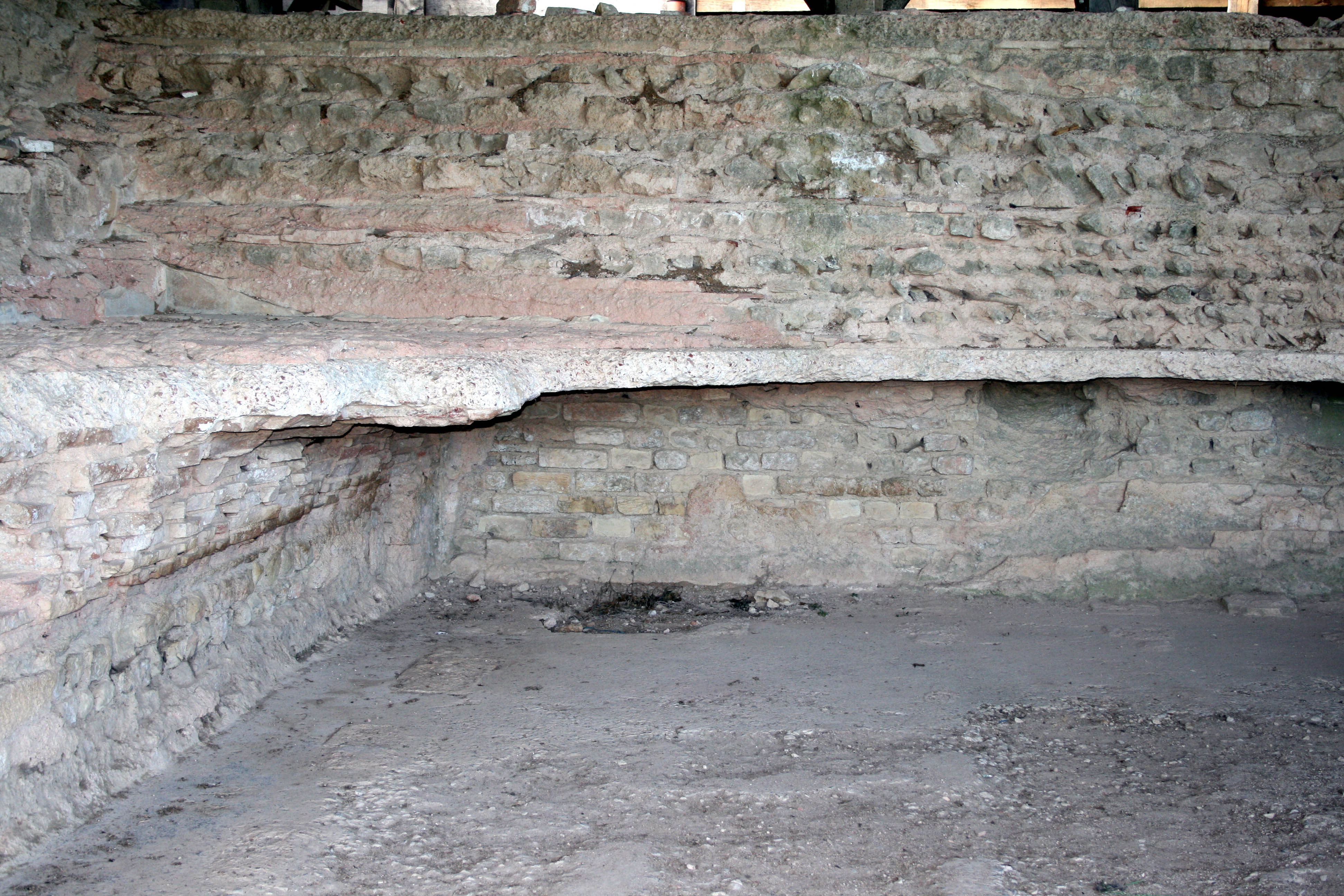
Termas.

Se han encontrado también los restos de algunos comercios. Formaban parte de un complejo residencial y artesanal cuyo trazado puede identificarse mediante fotografía aérea. Esto muestra que Sanxay no fue sólo un lugar sagrado, sino también un importante núcleo rural que atraía a la población de los alrededores.

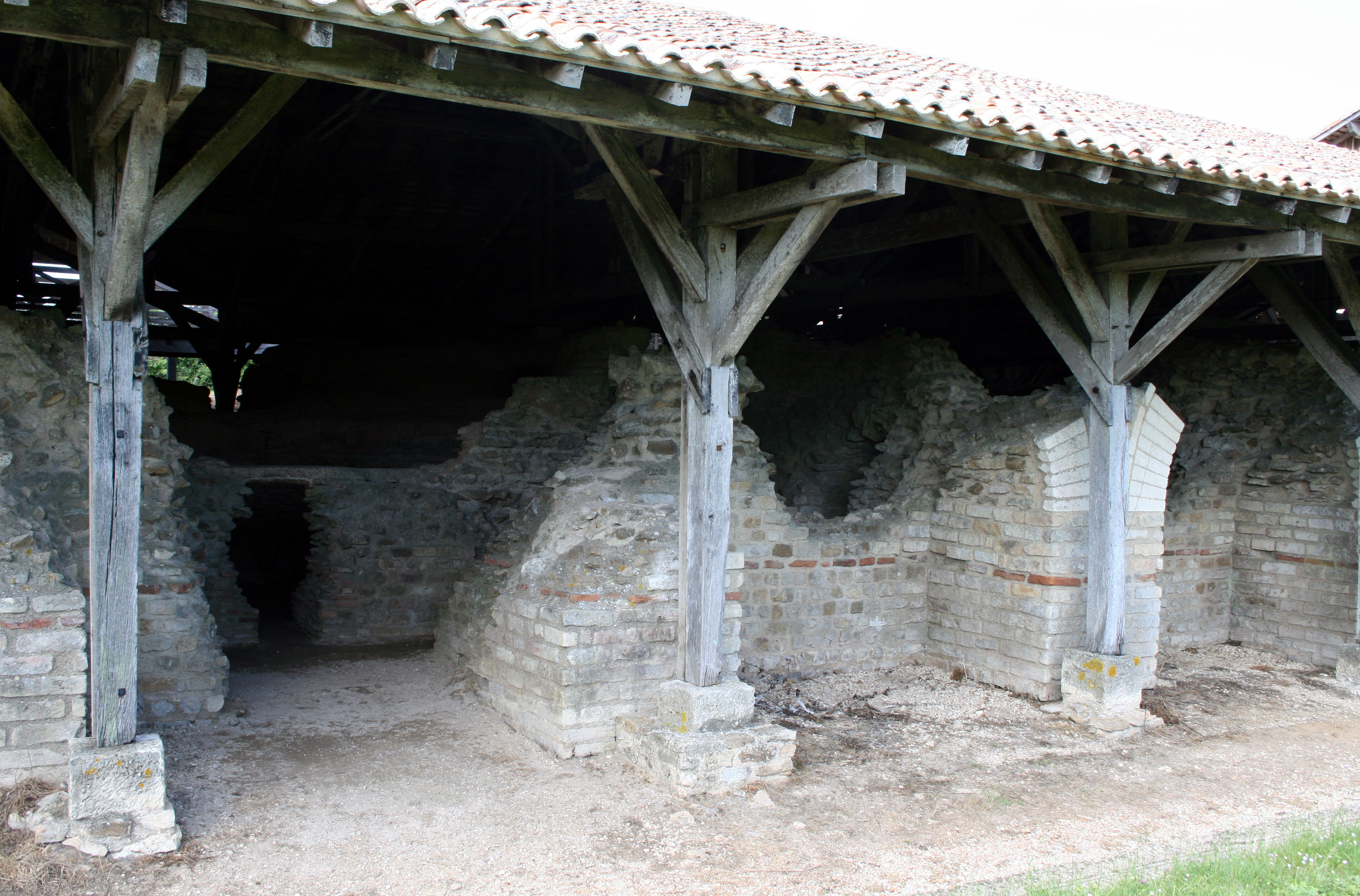
Termas.

El lugar está abierto al público y puede ser recorrido libremente.